# Bildstock (Loppenhausen)

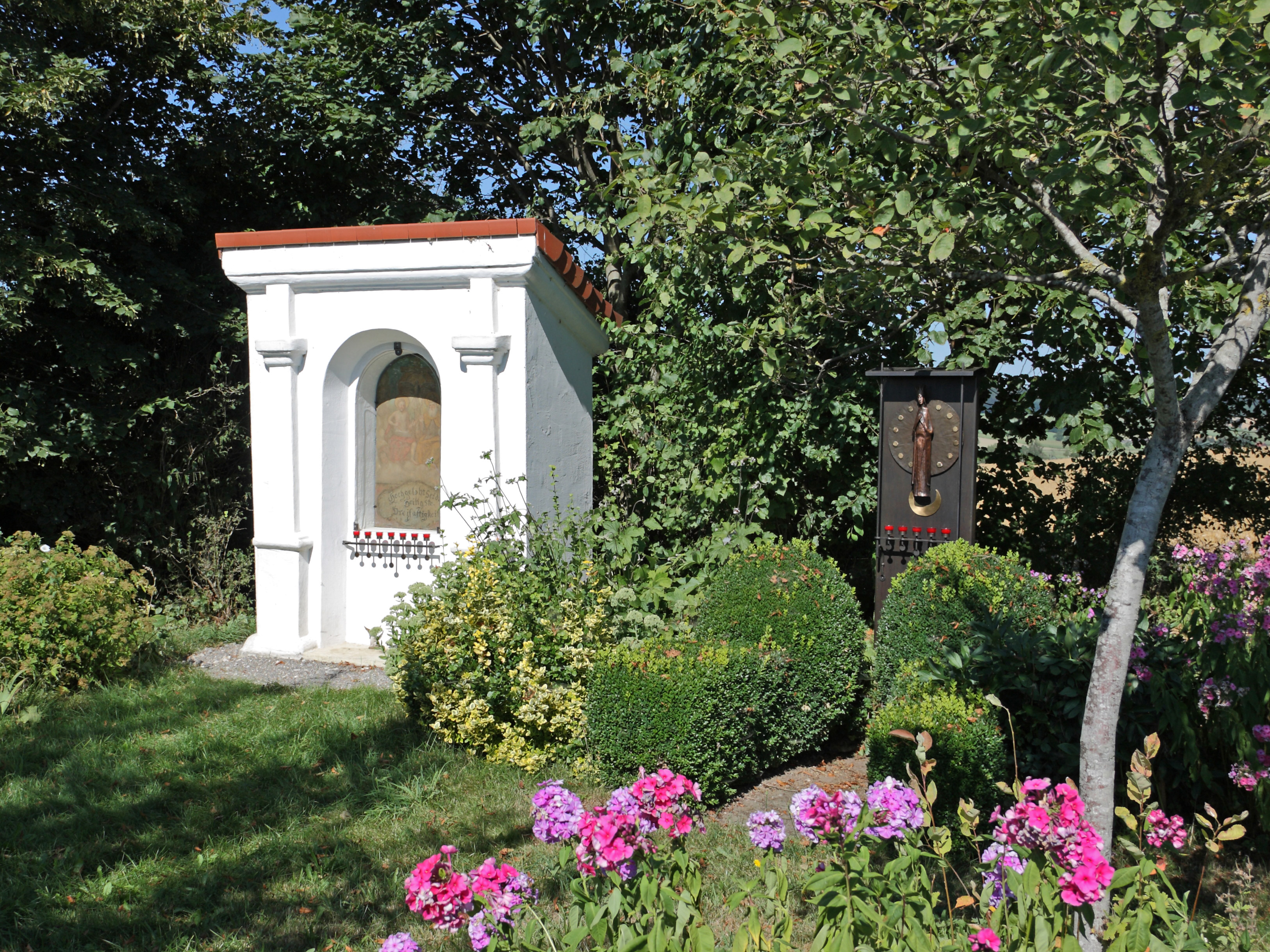
Loppenhausen Bildstock Hl. Dreifaltigkeit

Ungefähr einen Kilometer nordöstlich des Ortes Loppenhausen, einem Ortsteil der Gemeinde Breitenbrunn im Landkreis Unterallgäu, Bayern befindet sich der denkmalgeschützte Bildstock aus dem 18. Jahrhundert. Er besteht aus einem querrechteckigen Gehäuse mit Rundbogennische. Die Nische wird von derben toskanischen Pilastern mit Gebälkstücken flankiert. Darüber befindet sich ein Karniesgesims. Gedeckt ist der Bildstock mit einem rückwärts abfallenden Pultdach. Im Inneren befindet sich ein auf Holz gemaltes neubarockes Gemälde der Dreifaltigkeit.